# Férfi hadipuska az 1896. évi nyári olimpiai játékokon
Az 1896. évi nyári olimpiai játékokon a férfi hadipuska versenyt április 8-án és 9-én rendezték. A távolság 200 méter volt. Minden sportlövő az első napon ellőtte töltényeinek felét, a másodikon pedig a másik felét. Mindenki 4 sorozatot lőtt, minden sorozatban 10 lövéssel, azaz 40 lövése volt az mindegyik sportolónak.
Az a hét nemzet, amelynek indult sportlövője az olimpián, ebben a versenyszámban képviseltette magát, összesen 42-en vettek részt. Az aranyérmet a görög Pandelísz Karaszevdász nyerte.

## Eredmények
Április 9-én reggel hármas görög győzelemmel fejeződött be a verseny. Pandelísz Karaszevdász minden lövése talált és 2350 pontot ért el. Az ezüstérmes Pávlosz Pavlídisz 38-szor találta el a célt, ezzel 1978 pontig jutott. A harmadik helyen Nikólaosz Trikúpisz végzett 34 találattal és 1713 ponttal.
| Helyezés | Név                     | Nemzet                 | Eredmény                  | Találatok                 | 1.         | 2.         | 3.             | 4.             |
| -------- | ----------------------- | ---------------------- | ------------------------- | ------------------------- | ---------- | ---------- | -------------- | -------------- |
| Arany    | Pandelísz Karaszevdász  | Görögország (GRE)      | 2350                      | 40                        | 480        | nincs adat | nincs adat     | nincs adat     |
| Ezüst    | Pávlosz Pavlídisz       | Görögország (GRE)      | 1978                      | 38                        | nincs adat | nincs adat | nincs adat     | nincs adat     |
| Bronz    | Nikólaosz Trikúpisz     | Görögország (GRE)      | 1713                      | 34                        | nincs adat | nincs adat | nincs adat     | nincs adat     |
| 4.       | Anasztásziosz Metaxász  | Görögország (GRE)      | 1701                      | nincs adat                | nincs adat | nincs adat | nincs adat     | nincs adat     |
| 5.       | Jeórjiosz Orfanídisz    | Görögország (GRE)      | 1698                      | nincs adat                | nincs adat | nincs adat | nincs adat     | nincs adat     |
| 6.       | Viggo Jensen            | Dánia (DEN)            | 1640                      | 30                        | nincs adat | nincs adat | nincs adat     | nincs adat     |
| 7.       | Georgios Diamantis      | Görögország (GRE)      | 1456                      | nincs adat                | nincs adat | 384        | nincs adat     | nincs adat     |
| 8.       | Albert Baumann          | Svájc (SUI)            | 1294                      | nincs adat                | nincs adat | nincs adat | nincs adat     | nincs adat     |
| 9.       | Ioannis Theofilakis     | Görögország (GRE)      | 1261                      | nincs adat                | nincs adat | 312        | nincs adat     | nincs adat     |
| 10.      | Sidney Merlin           | Nagy-Britannia (GBR)   | 1156                      | nincs adat                | 477        | nincs adat | nincs adat     | nincs adat     |
| 11.      | Alexios Fetsios         | Görögország (GRE)      | 894                       | nincs adat                | nincs adat | 272        | nincs adat     | nincs adat     |
| 12.      | Eugen Schmidt           | Dánia (DEN)            | 845                       | 12                        | nincs adat | nincs adat | nincs adat     | nincs adat     |
| 12.      | Spiridon Stais          | Görögország (GRE)      | 845                       | nincs adat                | nincs adat | nincs adat | nincs adat     | nincs adat     |
| 14-41.   | Charles Waldstein       | Egyesült Államok (USA) | nincs adat                | nincs adat                | 354        | 154        | nincs adat     | nincs adat     |
| 14-41.   | Machonet                | Nagy-Britannia (GBR)   | nincs adat                | nincs adat                | nincs adat | nincs adat | nincs adat     | nincs adat     |
| 14-41.   | Giuseppe Rivabella      | Olaszország (ITA)      | nincs adat                | nincs adat                | nincs adat | nincs adat | nincs adat     | nincs adat     |
| 14-41.   | Arisztóvulosz Petmezász | Görögország (GRE)      | nincs adat                | nincs adat                | nincs adat | nincs adat | nincs adat     | nincs adat     |
| 14-41.   | Albin Lermusiaux        | Franciaország (FRA)    | nincs adat                | nincs adat                | nincs adat | nincs adat | nincs adat     | nincs adat     |
| 14-41.   | G. Karagiannopoulos     | Görögország (GRE)      | nincs adat                | nincs adat                | nincs adat | nincs adat | nincs adat     | nincs adat     |
| 14-41.   | 22 ismeretlen versenyző | Görögország (GRE)      | nincs adat                | nincs adat                | nincs adat | nincs adat | nincs adat     | nincs adat     |
| –        | Holger Nielsen          | Dánia (DEN)            | feladta a 2. sorozat után | feladta a 2. sorozat után | nincs adat | nincs adat | nem fejezte be | nem fejezte be |